# قانون منع الانتشار النووي لعام 1978
قانون منع انتشار الأسلحة النووية لعام 1978 هو قانون اتحادي للولايات المتحدة يعلن أن الأجهزة النووية تشكل تهديدًا خطيرًا للمصالح الأمنية للولايات المتحدة والتقدم الدولي المستمر نحو السلام العالمي وتنمية الأمم.

## المصادقة
تمت المصادقة على قانون 8638 من قبل الدورة التاسعة والتسعين للكونجرس الأمريكي وتوقيعه من قبل الرئيس الـ 39 للولايات المتحدة جيمي كارتر في 10 مارس 1978.